# Юриккаярви (озеро, Суоярвский район)
Ю́риккая́рви (Юурикка-ярви; фин. Juurikkajärvi) — озеро на территории Лоймольского сельского поселения Суоярвского района Республики Карелия.

## Общие сведения
Площадь озера — 2,2 км². Располагается на высоте 174,2 метров над уровнем моря.
Форма озера лопастная, продолговатая: вытянуто с северо-запада на юго-восток. Берега изрезанные, каменисто-песчаные, местами заболоченные.
Озеро является промежуточным звеном в цепочке соединённых короткими протоками озёр, конечным из которых является озеро Ала-Толваярви:
Хирвасъярви → Толвоярви → Юриккаярви → Сариярви → Юля-Толваярви → Сарсаярви → Ала-Толваярви. Из озера Ала-Толваярви вытекает река Толвайоки, которая впадает в озеро Виксинселькя, из которого, далее, через реку Койтайоки воды, протекая по территории Финляндии, в итоге попадают в Балтийское море.
В озере расположены шесть безымянных островов различной площади.
Название озера переводится с финского языка как «свекольное озеро».
Код объекта в государственном водном реестре — 01050000111102000011707.